# Friedrich II. (Hessen-Kassel)

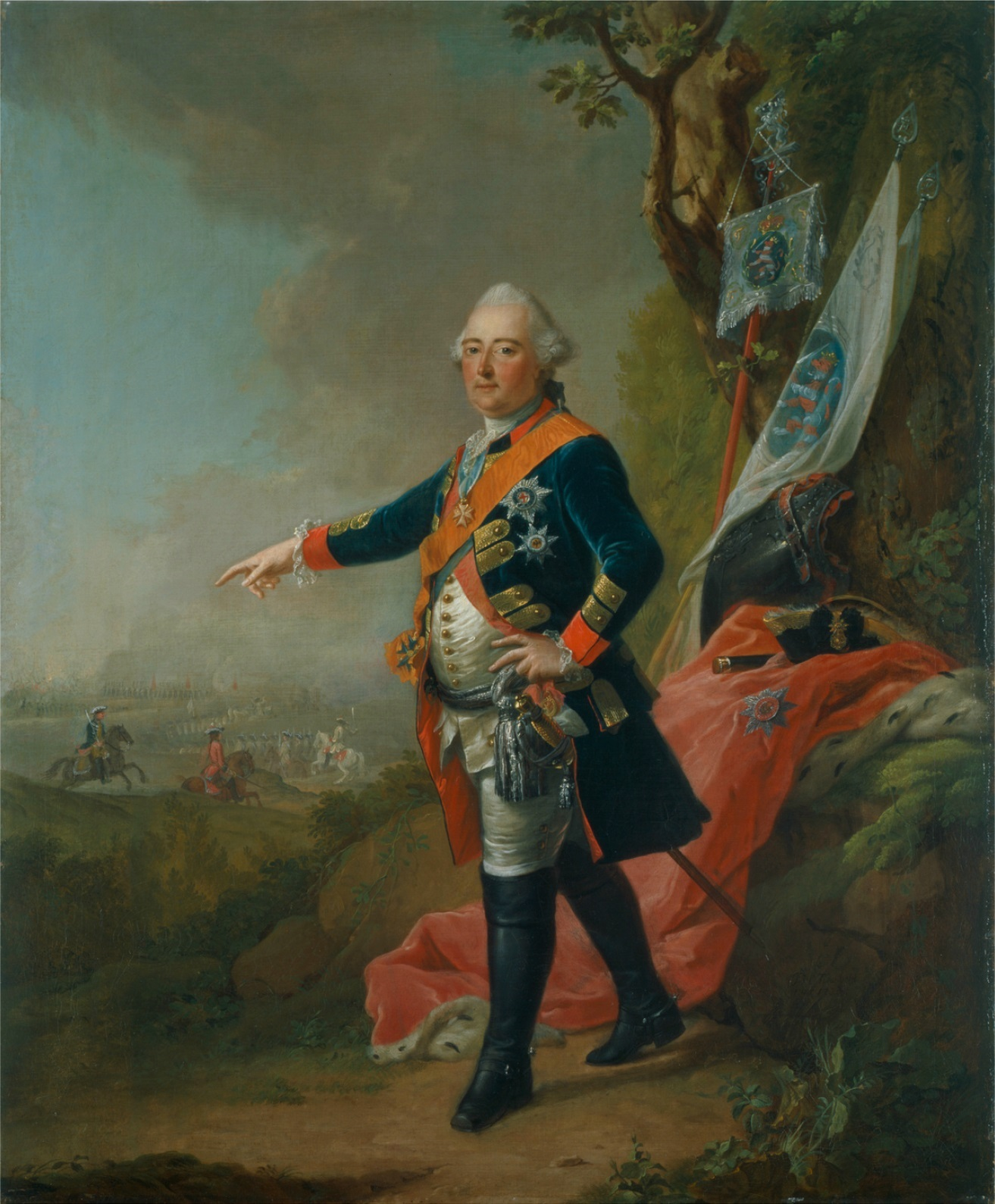
Friedrich II., Landgraf von Hessen-Cassel in einem Gemälde von Johann Heinrich Tischbein d. Ä. 1773

Friedrich II. (* 14. August 1720 in Kassel; † 31. Oktober 1785 in Schloss Weißenstein, Kassel) aus dem Haus Hessen war ab 1760 Landgraf von Hessen-Kassel. Er war der erste und einzige Landesfürst Hessen-Kassels nach der Reformation, der zum römisch-katholischen Glauben übertrat. Bekannt wurde er als erster Fürst der Aufklärung in Hessen, aber auch durch seine Soldatenvermietung im Amerikanischen Unabhängigkeitskrieg.

## Leben

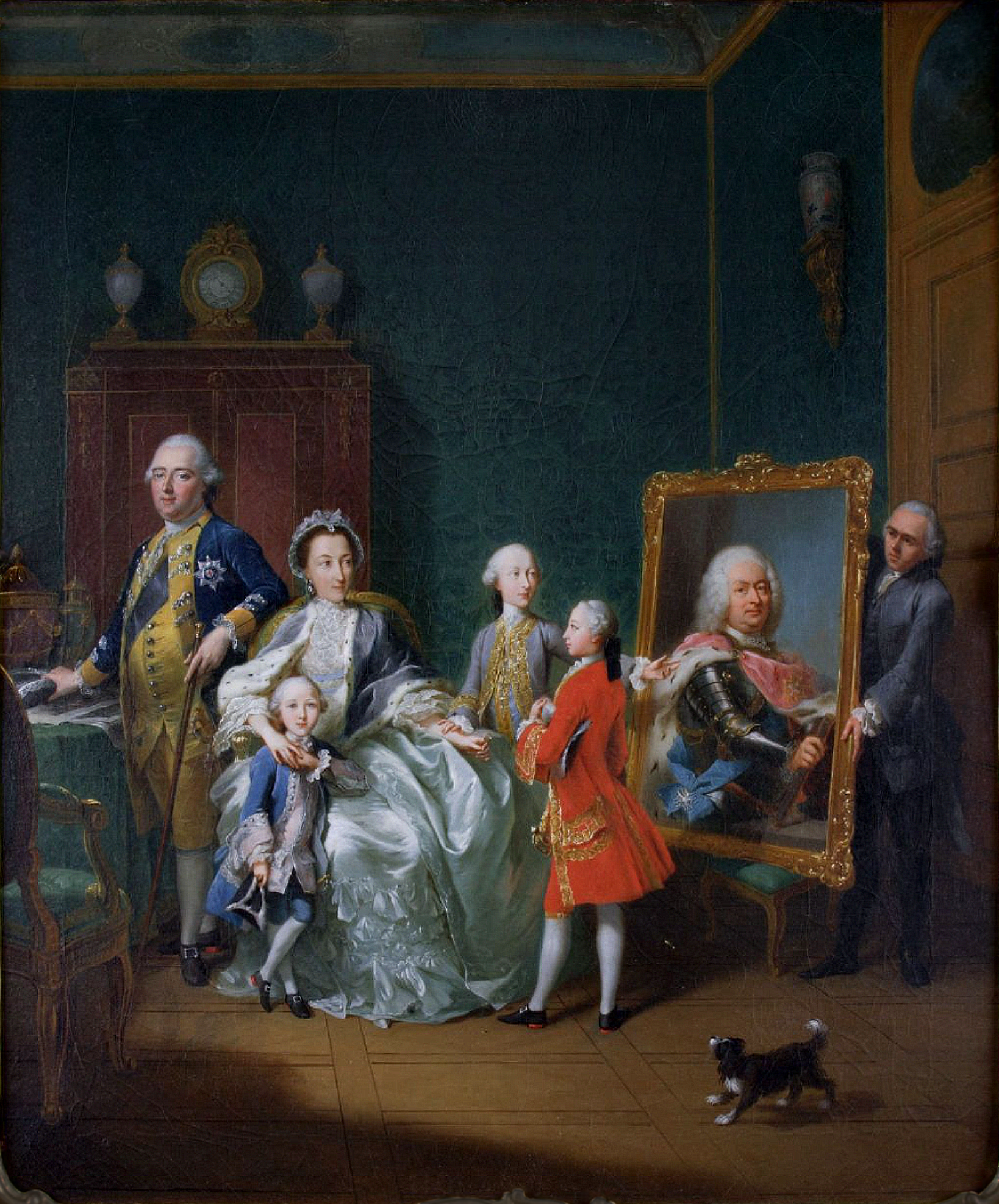
Erbprinz Friedrich von Hessen-Kassel mit seiner Familie. Johann Heinrich Tischbein, 1754.

Friedrich war außer einem bereits als Säugling verstorbenen älteren Bruder der einzige Sohn des Landgrafen Wilhelm VIII. Nach Erziehung und Schulen in Genf und Lausanne heiratete er 1740 Maria, eine Tochter des englischen Königs Georg II. (1683–1760) und der Markgräfin Karoline von Brandenburg-Ansbach (1683–1737). Ab 1741 kämpfte er mit den hessischen Truppen für Kaiser Karl VII. Albrecht im Österreichischen Erbfolgekrieg und wurde in dieser Zeit zum Generalleutnant befördert. Im Februar 1749 konvertierte Friedrich anlässlich eines Besuches des Kurfürsten und Fürstbischofs Clemens August in der Residenz Neuhaus (Hochstift Paderborn) heimlich zum katholischen Glauben. Daraufhin trennte sich seine Frau Maria mit seinen drei Söhnen Wilhelm (1743–1821), Karl (1744–1830) und Friedrich (1747–1837) von ihm. Sein Vater befahl ihm in der hessischen Assekurationsakte von 1754, die protestantische Religion in Hessen unangetastet zu lassen, und gab Maria und den Kindern die Grafschaft Hanau-Münzenberg, die von Hessen-Kassel getrennt wurde. Friedrich sah seine Frau nie und seine Kinder erst 1782 wieder.
Nach dem Tod der Landgräfin Marie heiratete er 1773 in zweiter Ehe die Prinzessin Philippine von Preußen (1745–1800) aus der Nebenlinie Brandenburg-Schwedt. Diese Ehe blieb kinderlos.
Im Siebenjährigen Krieg schlug sich Friedrich auf die Seite des Königreich Preußen. Er wurde zum General und Vize-Gouverneur von Wesel ernannt. Er erhielt das Infanterieregiment 48, aber noch 1757 das Infanterieregiment 45. Im gleichen Jahr wurde er Gouverneur von Wesel und Ritter des Schwarzen Adlerordens. Er kämpfte in der alliierten Armee in Mähren und Schlesien bis zum Ende des Krieges. Im März 1759 wurde er zum General der Infanterie befördert.
1760 wurde Friedrich Landgraf von Hessen-Kassel und unternahm einige erfolglose Versuche, die Grafschaft Hanau wieder mit Hessen-Kassel zu vereinigen, die aber am Widerstand Großbritanniens und der evangelischen Stände scheiterten. Am 14. Mai 1760 wurde er zum Generalfeldmarschall ernannt.

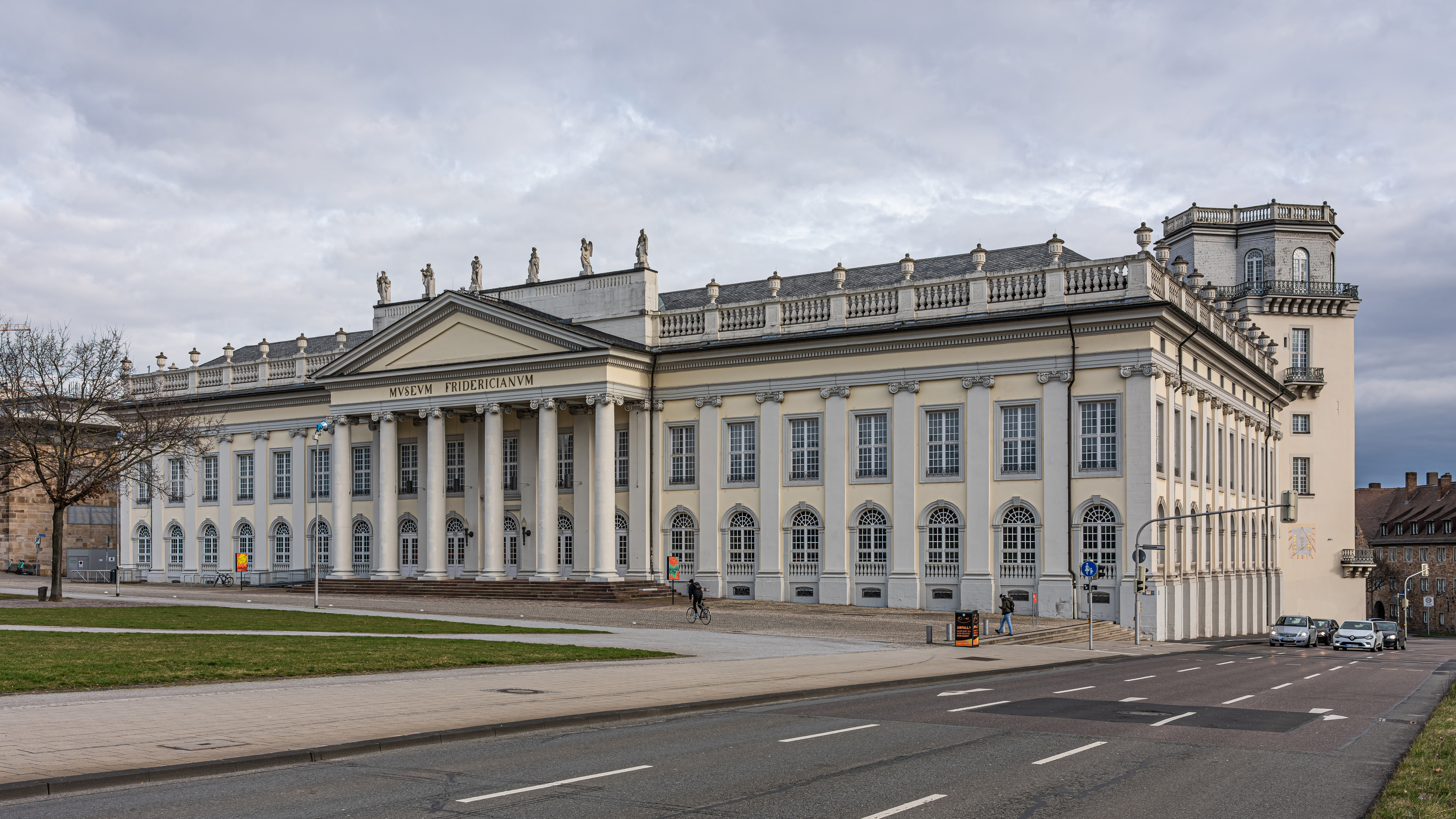
Fridericianum

Nach dem Krieg begann in Kassel eine rege Bautätigkeit, die der Landgraf unterstützte und förderte. Er siedelte Industrie und Manufakturen in Hessen an, er holte Künstler und Gelehrte nach Kassel. Das erste frei zugängliche Museum des europäischen Festlands, das Fridericianum, entstand 1779. Er gründete 1777 auch die Akademie der Künste. Als bekanntestes Kunstwerk erwarb er im Jahre 1777 den Kasseler Apollon, der im Jahre 1721 beim modernen Orte Sabaudia südlich von Rom gefunden worden war. Er wurde von Friedrich während einer Italien-Reise angekauft, gilt als Kopie einer Originalstatue des Bildhauers Phidias und ist heute in Schloss Wilhelmshöhe in Kassel ausgestellt. 1779 wurde er zum Mitglied der Académie des Inscriptions et Belles-Lettres in Paris gewählt.

## Soldatenhandel
Die Finanzmittel für dieses Vorhaben kamen aus der im 18. Jahrhundert geläufigen Vermietung von Soldaten an andere Staaten, vorrangig an den römisch-deutschen Kaiser, Frankreich und Großbritannien. Schon sein Vater entsandte 1756 hessen-kasselsche Truppen nach Großbritannien, um die Insel vor einem befürchteten französischen Angriff zu schützen. Sie mussten allerdings nicht eingesetzt werden und kämpften im Siebenjährigen Krieg in Westdeutschland. England benötigte Truppen für den Amerikanischen Unabhängigkeitskrieg und Friedrich und andere deutsche Fürsten stellten König Georg III. über 20.000 Soldaten für den Krieg in Amerika. Hierfür schloss Friedrichs Minister von Schlieffen mit England Verträge ab, die Friedrich zu einem der reichsten Fürsten Europas machten.

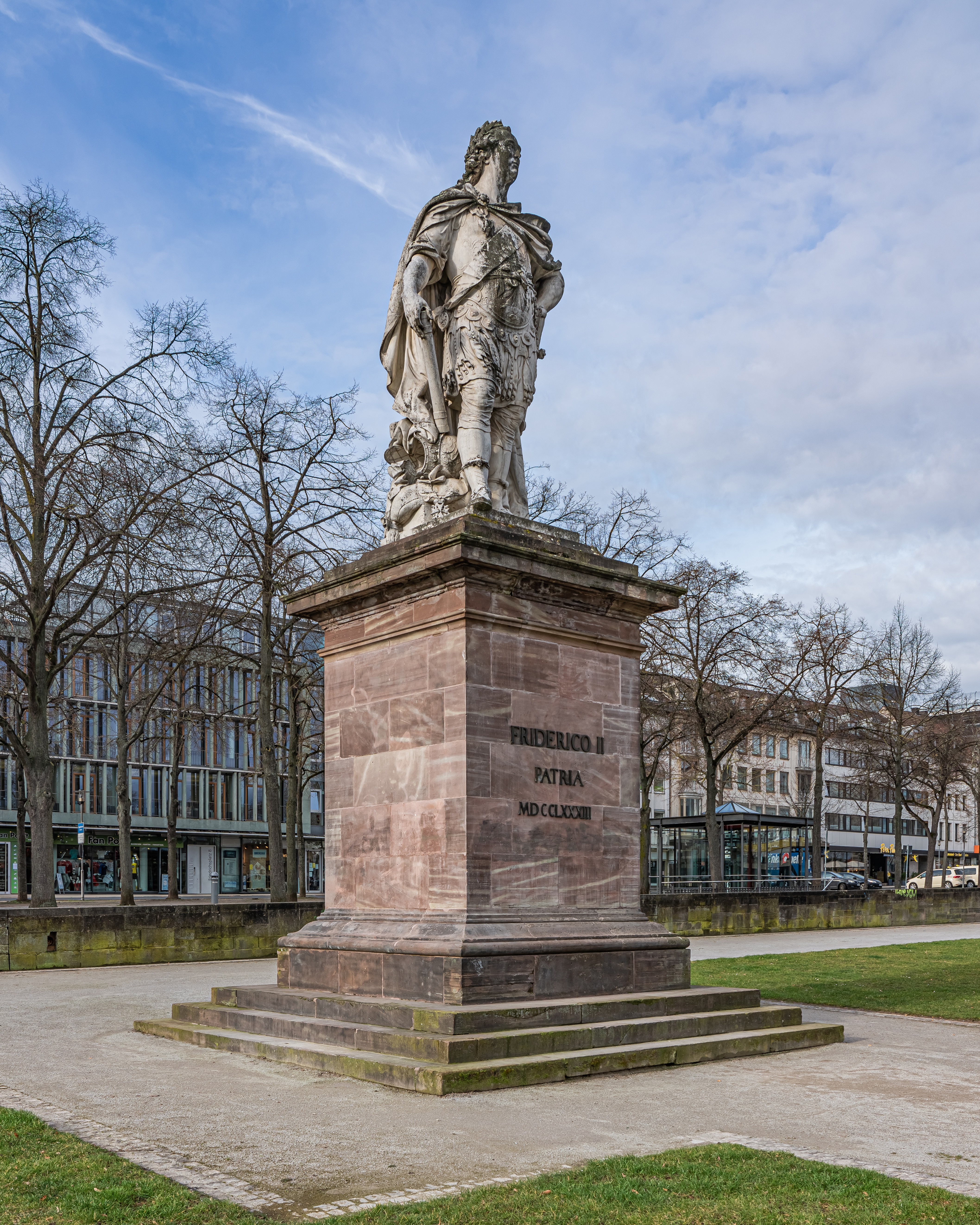
Standbild des Landgrafen Friedrich II. auf dem Friedrichsplatz in Kassel

Der Soldatenhandel macht den Fürsten bis in die heutige Zeit zur Zielscheibe von Kritik. Unter den damaligen Umständen war dieses Geschäft jedoch auf Grund wirtschaftlicher und militärischer Überlegungen durchaus verständlich: Hessen-Kassel sah sich infolge seiner Zentrallage auf ein starkes Heer angewiesen, konnte jedoch wegen der Verwüstungen des Siebenjährigen Krieges, der gerade auf hessischem Territorium tiefgreifende Schädigungen des Wirtschaftslebens gezeitigt hatte, aus eigenen Mitteln nur schwerlich die benötigte Truppenstärke unterhalten. Die Anwerbung der Truppen durfte auf Friedrichs Befehl hin nicht unter Zwang oder Gewaltanwendung erfolgen und versprach für viele hessische Freiwillige ein sicheres Auskommen.
Die Kritik an der Bereitstellung von Truppen beschränkt sich meist auf Friedrich II., obwohl andere Feudalherren der Zeit, aber auch die republikanisch regierte Schweiz, vergleichbar vorgingen. Die nähere Betrachtung der finanziellen Konditionen, unter denen die hessischen Truppen in Nordamerika eingesetzt wurden, belegt, dass für dauerhaft beschädigte, gefallene oder gestorbene Soldaten Zahlungen an Hessen fällig wurden, die zum Teil in mildtätige Stiftungen liefen, welche bis zur Inflation der 1920er Jahre Bestand hatten.
Wegen des großen Anteils hessischer Soldaten an den britischen Hilfstruppen ist in den USA bis heute die Bezeichnung Hessians für alle deutschen Hilfstruppen des Unabhängigkeitskriegs gebräuchlich. Siehe dazu auch Blutdollar.

## Tod und Bestattung

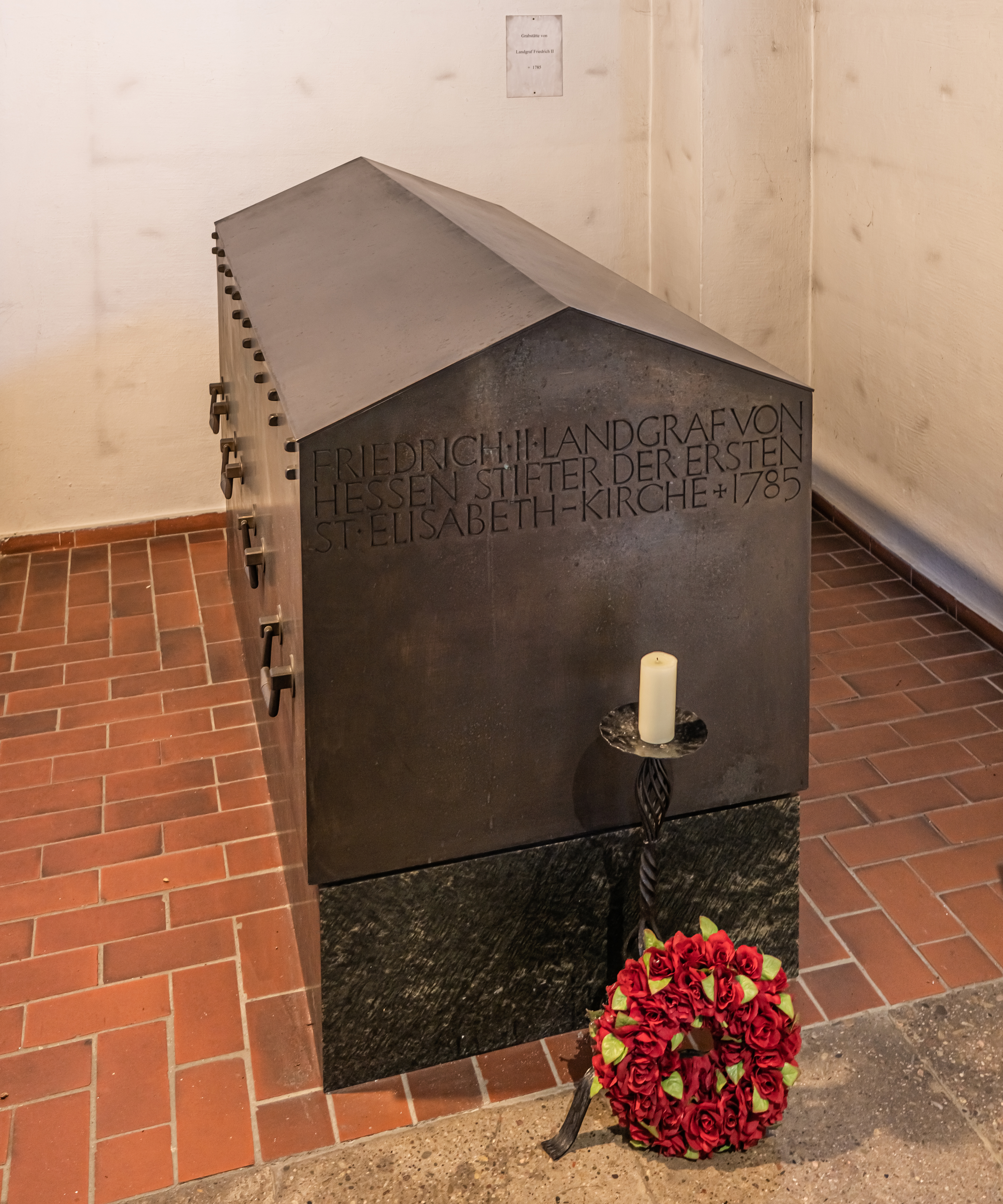
Sarkophag des Landgrafen Friedrich II. in der Kirche Sankt Elisabeth in Kassel

Landgraf Friedrich II. starb am 31. Oktober 1785 in Schloss Weißenstein bei Kassel und wurde in der von ihm gestifteten und 1770 bis 1777 erbauten katholischen Elisabethkirche am östlichen Ende des Friedrichsplatzes in Kassel bestattet.
Nach dem schweren Luftangriff auf Kassel am 22. Oktober 1943 brannte die Elisabethkirche aus. Die Ruine  wurde nicht wieder aufgebaut, sondern 1954 gesprengt. Als Ersatz wurde in den Jahren 1959/60 die heutige Kirche Sankt Elisabeth auf der anderen Seite des Friedrichsplatzes erbaut und im November 1960 geweiht. Die sterblichen Überreste Friedrichs II. wurden in den Neubau übertragen, heute steht sein moderner Sarkophag auf dem Treppenpodest zur Empore.

## Kinder
Aus seiner ersten Ehe mit Maria von Hannover stammten:
- Wilhelm (1741–1742)
- Wilhelm IX. (1743–1821), seit 1760 Graf von Hanau, seit 1785 Landgraf von Hessen-Kassel, seit 1803 (als Wilhelm I.) Kurfürst von Hessen
- Karl (1744–1836), Vater von Luise Karoline von Hessen-Kassel (* 28. September 1789; † 13. März 1867) und Großvater von König Christian IX.
- Friedrich (1747–1837), Landgraf von Hessen-Rumpenheim, verheiratet 1786 mit Karoline Polyxene (1762–1823), Tochter des Fürsten Karl Wilhelm von Nassau-Usingen und Stammvater des heute existierenden Hauses Hessen.

Seine zweite Ehe blieb kinderlos.

## Siehe auch

Wappen von Hesse-Kassel

## Vorfahren
|  |                                                        |  |  |  |  |  |  |  |  |  |  |  |  |
|  | Wilhelm VI. Landgraf von Hessen-Kassel (1629–1663)     |  |  |  |  |  |  |  |  |  |  |  |  |
|  |                                                        |  |  |  |  |  |  |  |  |  |  |  |  |
|  |                                                        |  |  |  |  |  |  |  |  |  |  |  |  |
|  | Karl Landgraf von Hessen-Kassel (1654–1730)            |  |  |  |  |  |  |  |  |  |  |  |  |
|  |                                                        |  |  |  |  |  |  |  |  |  |  |  |  |
|  |                                                        |  |  |  |  |  |  |  |  |  |  |  |  |
|  | Hedwig Sophie von Brandenburg (1623–1683)              |  |  |  |  |  |  |  |  |  |  |  |  |
|  |                                                        |  |  |  |  |  |  |  |  |  |  |  |  |
|  |                                                        |  |  |  |  |  |  |  |  |  |  |  |  |
|  | Wilhelm VIII. Landgraf von Hessen-Kassel (1682–1760)   |  |  |  |  |  |  |  |  |  |  |  |  |
|  |                                                        |  |  |  |  |  |  |  |  |  |  |  |  |
|  |                                                        |  |  |  |  |  |  |  |  |  |  |  |  |
|  | Jakob Kettler von Kurland (1610–1682)                  |  |  |  |  |  |  |  |  |  |  |  |  |
|  |                                                        |  |  |  |  |  |  |  |  |  |  |  |  |
|  |                                                        |  |  |  |  |  |  |  |  |  |  |  |  |
|  | Amalia von Kurland (1653–1711)                         |  |  |  |  |  |  |  |  |  |  |  |  |
|  |                                                        |  |  |  |  |  |  |  |  |  |  |  |  |
|  |                                                        |  |  |  |  |  |  |  |  |  |  |  |  |
|  | Luise Charlotte von Brandenburg (1617–1676)            |  |  |  |  |  |  |  |  |  |  |  |  |
|  |                                                        |  |  |  |  |  |  |  |  |  |  |  |  |
|  |                                                        |  |  |  |  |  |  |  |  |  |  |  |  |
|  | Friedrich II. Landgraf von Hessen-Kassel               |  |  |  |  |  |  |  |  |  |  |  |  |
|  |                                                        |  |  |  |  |  |  |  |  |  |  |  |  |
|  |                                                        |  |  |  |  |  |  |  |  |  |  |  |  |
|  | Moritz von Sachsen-Zeitz (1619–1681)                   |  |  |  |  |  |  |  |  |  |  |  |  |
|  |                                                        |  |  |  |  |  |  |  |  |  |  |  |  |
|  |                                                        |  |  |  |  |  |  |  |  |  |  |  |  |
|  | Moritz Wilhelm von Sachsen-Zeitz (1664–1718)           |  |  |  |  |  |  |  |  |  |  |  |  |
|  |                                                        |  |  |  |  |  |  |  |  |  |  |  |  |
|  |                                                        |  |  |  |  |  |  |  |  |  |  |  |  |
|  | Dorothea Maria von Sachsen-Weimar (1641–1675)          |  |  |  |  |  |  |  |  |  |  |  |  |
|  |                                                        |  |  |  |  |  |  |  |  |  |  |  |  |
|  |                                                        |  |  |  |  |  |  |  |  |  |  |  |  |
|  | Dorothea Wilhelmine von Sachsen-Zeitz (1691–1743)      |  |  |  |  |  |  |  |  |  |  |  |  |
|  |                                                        |  |  |  |  |  |  |  |  |  |  |  |  |
|  |                                                        |  |  |  |  |  |  |  |  |  |  |  |  |
|  | Friedrich Wilhelm Kurfürst von Brandenburg (1620–1688) |  |  |  |  |  |  |  |  |  |  |  |  |
|  |                                                        |  |  |  |  |  |  |  |  |  |  |  |  |
|  |                                                        |  |  |  |  |  |  |  |  |  |  |  |  |
|  | Maria Amalia von Brandenburg-Schwedt (1670–1739)       |  |  |  |  |  |  |  |  |  |  |  |  |
|  |                                                        |  |  |  |  |  |  |  |  |  |  |  |  |
|  |                                                        |  |  |  |  |  |  |  |  |  |  |  |  |
|  | Dorothea Sophie von Schleswig-Holstein (1636–1689)     |  |  |  |  |  |  |  |  |  |  |  |  |
|  |                                                        |  |  |  |  |  |  |  |  |  |  |  |  |
|  |                                                        |  |  |  |  |  |  |  |  |  |  |  |  |